# Holoplatys panthera
Holoplatys panthera is een spinnensoort uit de familie springspinnen (Salticidae). De soort komt voor in Zuid-Australië.